# 11781 Alexroberts
11781 Alexroberts (1966 PL) là một tiểu hành tinh vành đai chính.